# Froidestrées
Froidestrées település Franciaországban, Aisne megyében. Lakosainak száma 194 fő (2022. január 1.). Froidestrées La Capelle, Étréaupont, Gergny, Lerzy, Sommeron és Sorbais községekkel határos.

## Népesség
A település népességének változása:
| Lakosok száma | 199  | 188  | 199  | 205  | 201  | 188  | 176  | 168  | 177  | 194  |
|               | 1968 | 1982 | 1990 | 2006 | 2013 | 2015 | 2017 | 2019 | 2020 | 2022 |